# Nilüfer Demir
Pour les articles homonymes, voir Demir.
Nilüfer Dumir (née en 1986), est une photographe turque rendue connue en raison de sa photographie du jeune Alan Kurdi (2012-2015), réfugié mort sur une plage de Bodrum, dans la nuit du 2 septembre 2015.

## Biographie
Elle est photographe de l'agence de presse privée turque Doğan Haber Ajansı.

## Travaux
Son travail le plus connu est la photographie d'Alan Kurdi, fortement relayé dans les médias internationaux.